# Megaselia michaelis
Megaselia michaelis är en tvåvingeart som först beskrevs av Schmitz 1915.  Megaselia michaelis ingår i släktet Megaselia och familjen puckelflugor. Inga underarter finns listade i Catalogue of Life.